# بريان ميتشل (ملاكم)
بريان ميتشل (بالإنجليزية: Brian Mitchell)‏ مواليد 30 أغسطس 1961 في جوهانسبرغ، هو ملاكم جنوب أفريقي يصنف ضمن فئة وزن الريشة. حقق بطولة رابطة الملاكمة العالمية وبطولة الاتحاد الدولي للملاكمة.

## إحصائيات
خاض خلال مسيرته 49 نزالا، فاز في 45 وتعادل في 3 وخسر في 1. فاز بالضربة القاضية في 21 نزالا.

## روابط خارجية
- بريان ميتشل على موقع بوكس ريك (الإنجليزية) (registration required)